# Orecta
Orecta é um gênero de mariposa pertencente à família Sphingidae.